# Gustav Bauer
Gustav Bauer (Darkehmen, 1870. január 6.  – Berlin, 1944. szeptember 16.) német szociáldemokrata politikus és a weimari köztársaság második kancellárja volt.

## Élete
Gustav Bauer 1870. január 6-án született a Kelet-Poroszországban található Darkehmenben (ma Oroszország). Königsbergben dolgozott irodai munkásként és 1895-ben megalapította az Irodai Alkalmazottak Szövetségét. Ennek elnöki pozícióját 1908-ig töltötte be. 1903-ban Berlinben a munkások szabad szakszervezetének központi titkárságát vezette. Ezt követően 1908-tól 1918-ig a németországi szakszervezetek főbizottságának elnökhelyettese volt. 1918 októberében szociáldemokrata képviselőként az új Munkaügyi Minisztérium titkárává nevezték ki Miksa badeni herceg kancellársága alatt, az utolsó császári kormányban.
Később már a weimari köztársaság ideje alatt munkaügyi miniszterré nevezték ki Philipp Scheidemann kormányában. Ezt a pozíciót 1919 februárjától júniusig töltötte be. Ekkor Scheidemann lemondott a kancellárságról és helyére Bauer került. Neki jutott az a hálátlan feladat, hogy a németek által igazságtalannak tartott versailles-i békeszerződést ratifikáltassa (jóváhagyassa). A Kapp-puccs után rövidesen lemondott a kancellárságról. Ennek ellenére utódja Hermann Müller és Joseph Wirth kormányában is a pénzügyminiszteri és az alkancellári pozíciókat töltötte be. 1944. szeptember 16. hunyt el Berlinben.